# Marked Men - Oltre le regole
Marked Men - Oltre le regole (Marked Men Rule + Shaw) è un film del 2025 diretto da Nick Cassavetes e tratto dal romanzo omonimo di Jay Crownover, primo della serie di libri di "Marked Man".

## Distribuzione
Il film ha avuto una distribuzione limitata nelle sale cinematografiche statunitensi il 22 gennaio 2025 mentre in Italia è stato distribuito da Amazon Prime Video l'11 luglio 2025.